# 陈尔锡
陈尔锡（1878年—?），字壬林，湖南湘乡东岸坪人，清末民初书法家、诗人、中国法学先驱及司法专家、国学大师及国学文化倡导者。
陈壬林出生于清光绪四年（1878年），家居“川眉屋场”。光绪十七年中乡试，保举前往日本留学。1910年毕业于日本帝国大学法律系，1912年任湖南司法次长。1927年晋任大理院民庭庭长。北伐后，棄官閑居，每日練就書法，工草书，尤好法于孙过庭、僧怀秀二家。陈尔锡本人是虔诚的佛教徒。